# Gobernador de Durango
El gobernador del Estado Libre y Soberano de Durango es el titular del poder ejecutivo de Durango. Es elegido por el voto directo y universal. Una vez electo, entra en funciones el día 15 de septiembre del año de la elección. Su mandato dura un periodo de seis años, sin posibilidad de reelección, incluso para volver a ocuparlo como interino, provisional o sustituto.
El cargo de gobernador solo es renunciable por causa grave, que deberá ser abalada por el Congreso del Estado de Durango. En el caso de que ocurra la falta absoluta de su titular (como renuncia, muerte o destitución), el secretario general de Gobierno ejercerá como gobernador provisional hasta que el Congreso nombre a un gobernador interino (en el caso de que ocurriese en los primeros dos años del mandato) o sustituto (en los últimos cuatro años de este).
Como hoy lo conocemos, el cargo existe desde el 22 de mayo de 1824, fecha de ingreso de Durango como el 17.º estado de la Federación mexicana —siendo Rafael Bracho su primer titular—, con un periodo de interrupción durante la vigencia de la República Centralista de 1836 a 1846, en la que se denominó oficialmente como gobernador del Departamento de Durango.
La vigente constitución promulgada en 2013 habla del cargo en su título cuarto, capítulo V «Del Poder Ejecutivo», y explora en tres secciones limitadas de los artículos 89 al 98 que hablan sobre los requisitos para ejercer el cargo, su método de elección, la naturaleza de sus faltas y licencias y de sus facultades y obligaciones.  
Es cabeza de la Administración Pública del Estado de Durango, por lo que es auxiliado por un gabinete compuesto por catorce dependencias (trece secretarías de Despacho y la Fiscalía General del Estado), así como un gran número de entidades con carácter paraestatal, que son todas aquellas entidades que tienen a su cargo algún ramo de la administración pública, y que no pertenecen a las anteriores o a los órganos constitucionales autónomos. 
El actual gobernador es el priísta Esteban Villegas Villarreal, que tomó posesión el 15 de septiembre de 2022.

## Desarrollo histórico

### Antecedentes
Con la caída del Primer Imperio mexicano, México formó un gobierno provisional para transitar a una república federal. El proyecto de bases de la República federativa (firmado el 21 de mayo de 1823) y el Acta Constitutiva de la Federación Mexicana (firmada el 31 de enero de 1824) estipuló entre la lista de futuros estados a Interno del Norte, un estado compuesto por tres provincias: Nuevo México, Chihuahua y Durango; asimismo, el artículo 8 del Acta Constitutiva estipulaba que se podían crear nuevos estados, solo si esto favorecía a la «felicidad de los pueblos». Durante el este periodo de transición, el poder ejecutivo recayó sobre el jefe político de la Provincia de Durango.

### Sufragio indirecto

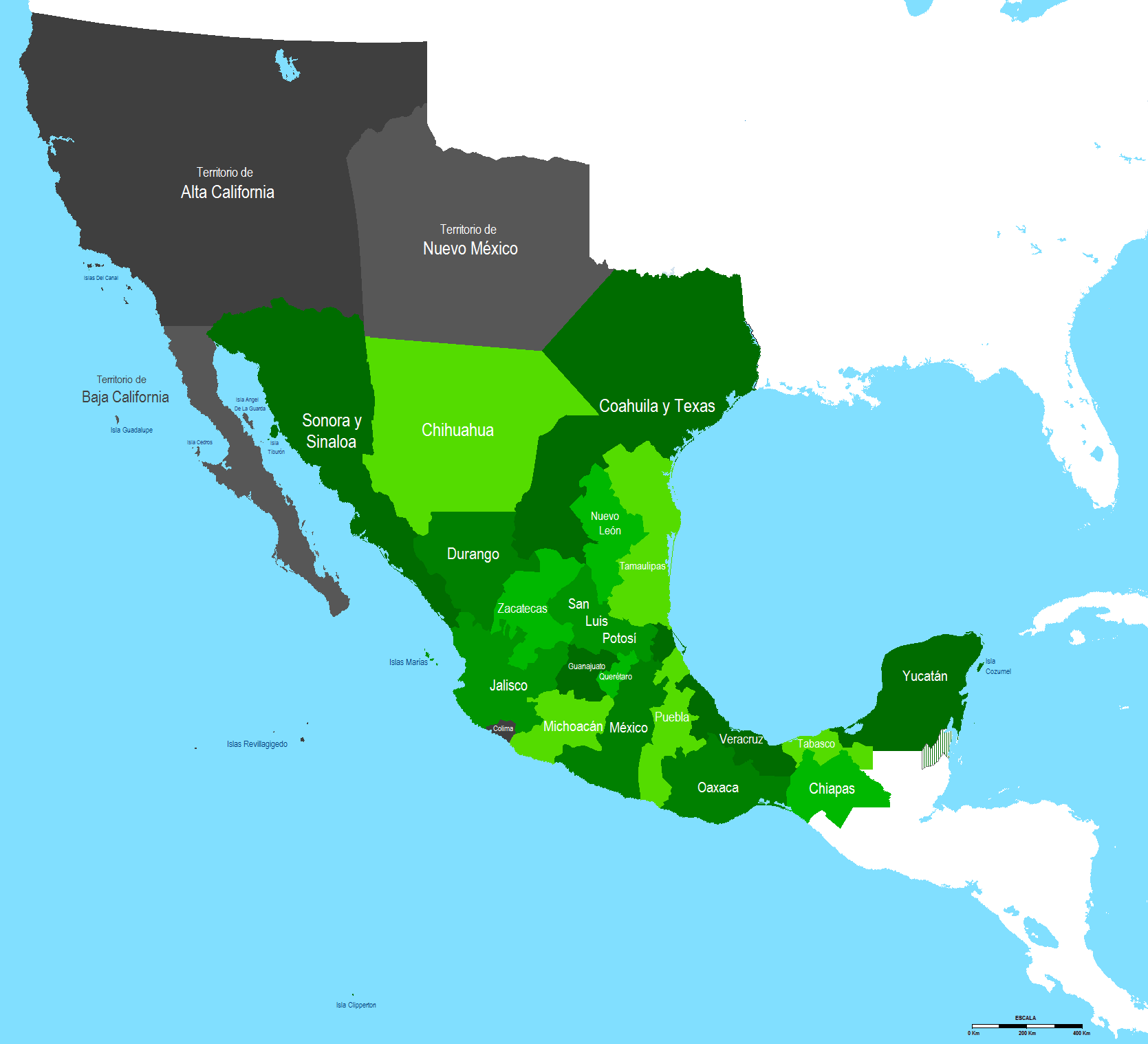
Durango es uno de los estados fundadores de México, concretamente el 17.º por orden de unión a la Federación.

Por decreto el 22 de mayo de 1824 se declaró que la provincia de Durango se erigía como un estado libre y soberano. Durango, pues, se unió como uno de los diecinueve estados originales, concretamente el 17.º por orden de unión a la Federación. Así la titularidad del ejecutivo estatal recayó sobre el gobernador del Estado Libre y Soberano de Durango. 
La Constitución de 1824, decretada el 4 de octubre del mismo año, establecía en su artículo 159: «La persona o personas a quienes los Estados confieren el pode ejecutivo, no podrá ejercerlo sino por determinado tiempo, que fijará su constitución respectiva», además de que en el artículo 161, fracción II, de forma explícita era obligación de los gobernadores la publicación de las leyes estatales.
La Constitución de Durango de 1825 contemplaba no solo la figura de gobernador, sino también la de vicegobernador, con un mandato de cuatro años, al igual que el presidente de la República. En su artículo 24, fracción V, como facultades del Congreso de Durango estaba la de nombrar al gobernador y vicegobernador. También cabe destacar que el gobernador tenía el tratamiento de excelencia. Santiago Baca Ortiz fue el primer gobernador constitucional, para cubrir el cuatrienio de 1826 a 1830.
En 1838 las Siete Leyes derogaron diversas disposiciones de la Constitución de 1824 para convertir México bajo un país centralista, que le dio inicio al periodo denominado como la República Centralista. La Sexta Ley «División del territorio de la República y el gobierno interior de sus pueblos» en su artículo 1 creó los departamentos, que reemplazaban los estados. Durante ese periodo, se conservó la denominación de gobernador, pero ahora como gobernador del Departamento de Durango. 
El artículo 5 de la Sexta Ley explicaba la forma de elección de los gobernadores: las juntas departamentales (sucesores de los congresos locales) le enviarían una terna con candidatos al presidente de la República y este, pudiendo rechazarla hasta por una vez, lo elegiría entre los candidatos para un mandato de ocho años.
En 1846 el país regresó al sistema federalista; Marcelino Castañeda fue el primer gobernador de Durango con el restauración de la Constitución de Durango de 1825. La promulgación de la Constitución Federal de 1857 provocó la promulgación de una constitución estatal, que sin embargo tuvo una corta vigencia, y que nunca pudo aplicarse por la Guerra de Reforma.
En 1863 un congreso constituyente decretó la Constitución de Durango de 1863, promulgada por el gobernador Benigno Silva, cuyo contenido era bastante similar que la carta magna anterior. No obstante, debido al Segundo Imperio entre 1863 y 1867 el territorio ocupado por Durango se organizó, de acuerdo a la división territorial en departamentos imperiales, entre los departamentos de Durango y Nazas; en ambos casos el poder ejecutivo recayó sobre los prefectos de sendos departamentos imperiales, que cabe destacar, el de Nazas solo fue nombrado pero nunca pudo tomar el cargo. Con la República Restaurada se regresó al sistema político anterior y pudo entrar en vigencia de la Constitución de Durango de 1863, y con ello, las características del gobernador de Durango anteriores.

### Sufragio directo

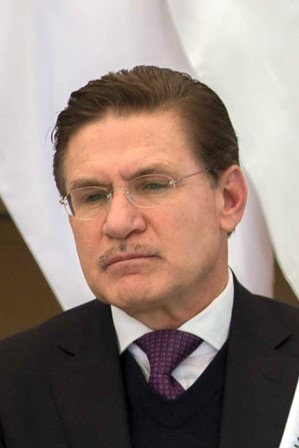
José Rosas Aispuro significó la alternancia en la gubernatura de Durango.

La Constitución Política de los Estados Unidos Mexicanos, promulgada en 1917, determinó en su artículo 115, fracción III, mantuvo el periodo de cuatro años e introdujo la prohibición de la reelección para los gobernadores cuyo origen fueran las elecciones: «Los Gobernadores constitucionales no podrán ser reelectos ni durar en su encargo más de cuatro años».
Asimismo se promulgó el 5 de octubre del mismo año la Constitución Política de Durango de 1917 para agregar los nuevos cambios a la legislación mexicana. En agosto de 1917, Domingo Arrieta León se convirtió en el primer gobernador constitucional con la nueva carta magna, para completar su periodo hasta 1920.
En 1943 con una reforma constitucional se amplió el mandato de los gobernadores de cuatro a seis años. Blas Corral Martínez fue el primer gobernador de Durango en ser electo para un sexenio, en concreto para el periodo de 1944 a 1950.
Asimismo, cabe destacar que entre 1930 a 2016, la totalidad de los gobernadores de Durango provinieron de las filas del Partido Revolucionario Institucional —incluyendo a sus partidos antecesores, el Partido Nacional Revolucionario y el Partido de la Revolución Mexicana—. El triunfo de José Rosas Aispuro significó la primera alternancia del partido político gobernante en más de ochenta años.

## Facultades y obligaciones
Los poderes del gobernador de Durango están establecidos y numerados en el artículo 98 de la Constitución Política del Estado Libre y Soberano de Durango:
- Cumplir y hacer cumplir la Constitución federal y estatal, así como tratados internacionales y leyes federales y estatales;
- Publicar las leyes que expida el Congreso de Durango;
- Ser la cabeza de la administración del gobierno estatal;
- Ser el representante jurídico del Estado;
- Participar y representar al Estado en las controversias constitucionales y territoriales en las que Durango sea parte;
- Nombrar y remover libremente a los miembros de la Administración Pública del Estado de Durango, a menos que la ley especifique lo contrario;
- Proponer a los magistrados del Tribunal Superior de Justicia, del Tribunal de Justicia Administrativa y del Tribunal para Menores Infractores y al consejero de la Judicatura del Estado;
- Firmar acuerdos y convenios con el Gobierno federal y los ayuntamientos;
- Coordinarse con los ayuntamientos para crear estrategias conjuntas de plan de desarrollo metropolitano;
- Transferir a los municipios, previo acuerdo, responsabilidades concretas del gobierno estatal;
- Imponer sanciones administrativas que marque la ley;
- Otorgar concesiones públicas;
- Mantener la seguridad pública a través del mando de las fuerzas del Estado;
- Promover el desarrollo económico del Estado;
- Contratar empresas para labores públicas, con autorización del Congreso de Durango;
- Presentar ante del Congreso de Durango la propuesta de las leyes de egresos e ingresos del presupuesto público, a más tardar el 30 de noviembre;
- Ejercer el derecho a veto de las leyes, en las condiciones que marque la ley;
- Asistir al Congreso de Durango el 1 de septiembre para rendir las cuentas públicas del Plan Estatal de Desarrollo;
- Facilitar a los otros poderes o a los órganos constitucionales autónomos el auxilio necesario, si es solicitado;
- Conceder indultos por delitos del fuero común;
- En el caso de desastre natural o situaciones de emergencia, dirigir el Sistema Estatal de Protección Civil y coordinarse con el Gobierno federal y los ayuntamientos;
- Ordenar expropiaciones, de acuerdo a la ley;
- Convocar consultas ciudadanas o referéndums;
- Promover el desarrollo natural y turístico de Durango;
- Impulsar el Estado de derecho y el respeto a los derechos humanos;
- Nombrar representantes de Durango para negocios afuera de su territorio;
- Las que no estén expresamente asignadas a otros poderes o a los ayuntamientos;
- Lo demás que marquen las leyes federales y estatales.

## Requisitos para llegar al cargo

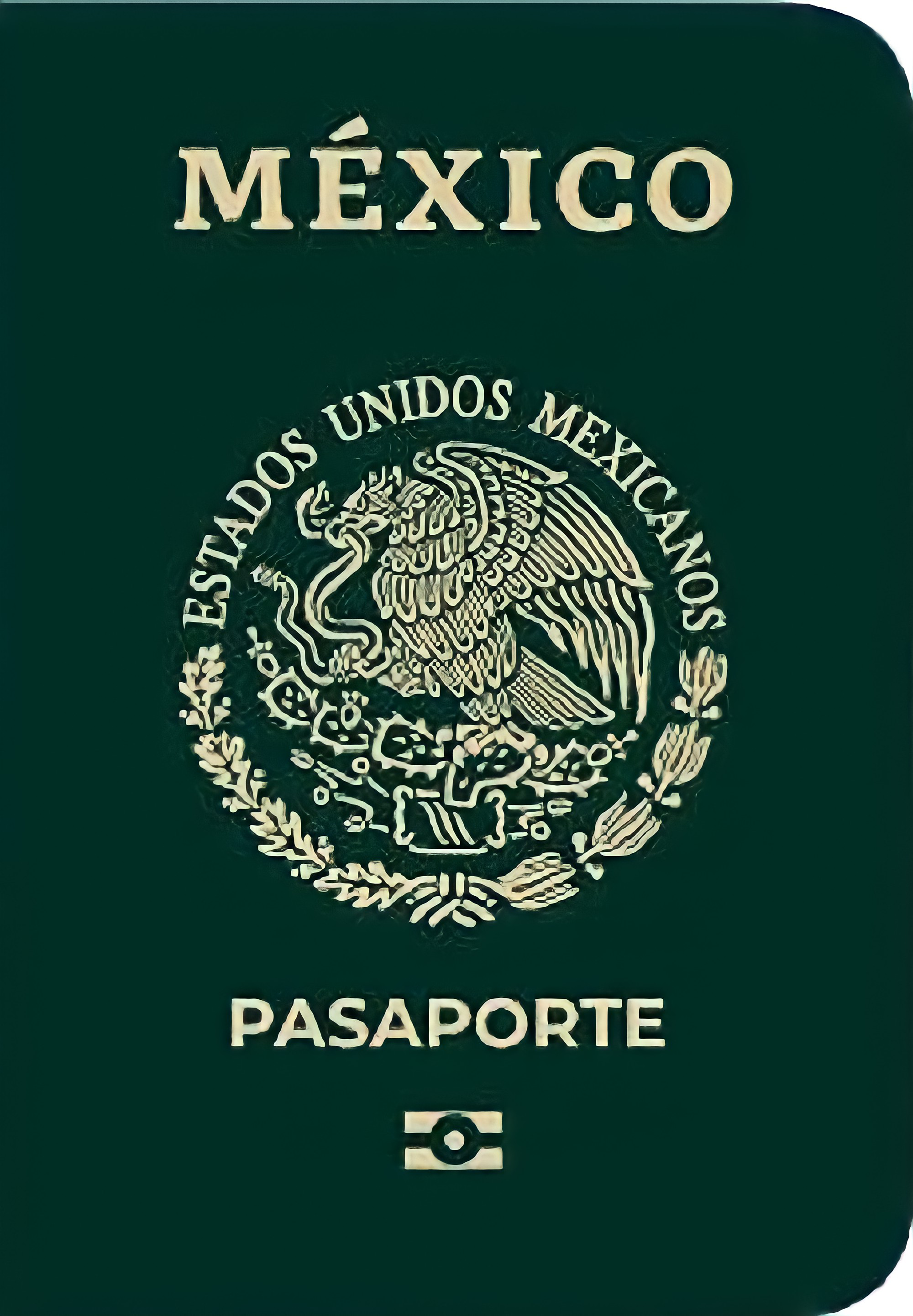
Pasaporte mexicano. La Constitución de México establece entre los requisitos para ser gobernador ser mexicano por nacimiento y nativo de el estado o haber resido en él.

Según el artículo 91 de la Constitución Política del Estado Libre y Soberano de Durango para ser gobernador se requiere:
- Haber nacido en el Estado y poseer residencia efectiva de tres años antes del día de la elección, o en su defecto, poseer la ciudadanía mexicana por nacimiento y poseer residencia efectiva de cinco años antes del día de la elección;
- Estar en pleno de goce de sus derechos políticos y civiles;
- Tener treinta años cumplidos el día de la elección;
- No tener ningún cargo dentro de la Iglesia;
- No estar activo dentro a las Fuerzas Armadas, por lo menos un año antes de la elección;
- No tener ningún cargo de mando superior estatal o federal, a menos que se separe del cargo ciento veinte días antes de la elección;
- No haber sido condenado por delito doloso.

## Sucesión

### Ausencia del gobernador electo
De acuerdo al artículo 94 de la Constitución Política, si al inicio del periodo de un gobernador, existiera la ausencia de un gobernador electo (como que la elección no se hubiera hecha o se hubiera declarado inválida por la autoridad electoral, o que el gobernador electo no se presentara a la toma de protesta), cesaría el encargo del saliente y entraría como interino cualquiera que haya nombrado el Congreso del Estado de Durango reunido como colegio electoral —cuando menos con dos terceras partes de sus todos sus miembros por mayoría absoluta de votos y en escrutinio secreto—, y duraría hasta que el gobernador constitucional pudiera tomar protesta..

### Falta temporal
De acuerdo al artículo 96 de la Constitución Política, el gobernador podrá ausentarse por una falta temporal (aquella que no dure más de setenta días) y su secretario general de Gobierno se encargaría como encargado del Despacho. En el caso de que dicho plazo se excediera, cesaría el encargo del secretario general y el Congreso como colegio electoral nombraría a un gobernador provisional, hasta que terminara su licencia.

### Falta permanente
De acuerdo al artículo 93 de la Constitución Política, en el caso de que ocurriese al falta absoluta del gobernador (como renuncia o muerte), el secretario general de Gobierno asumiría el cargo por un máximo de setenta días, y se procedería de acuerdo a lo siguiente:
- Si la falta se diera en los primeros dos años del mandato, el Congreso como colegio electoral nombraría a uno interino, que deberá durar en su encargo hasta que se cumplan los dos años del mandato y que, por lo mientras, se hayan convocado a elecciones extraordinarias para nombrar a un nuevo gobernador constitucional.
- Si la falta de diera en los primeros cuatro años del mandato, el Congreso como colegio electoral nombraría a uno sustituto, que deberá durar en su encargo hasta que se termine el periodo original del gobernador constitucional.

## Gabinete de Durango
Para el despacho de sus asuntos el gobernador de Durango cuenta con la Administración Pública del Estado de Durango, un cuerpo formalizado por carteras para el cumplimiento de sus facultades y obligaciones, comúnmente llamada Gabinete de Durango. Cabe destacar que formalmente no es depositario del poder ejecutivo, por lo que no forma parte sino que el gobernador ejerce la facultad exclusiva de nombrar y remover libremente a sus titulares. Según el artículo 99 de la Constitución Política, la Administración Pública se compone de la centralizada (compuesta órganos denominados dependencias) y la paraestatal (compuesta por órganos denominados entidades).
Todos los titulares de las dependencias que conforman la Administración Pública Centralizada pueden ser nombrados y removidos libremente por el gobernador en calidad de secretario del Despacho, por excepción del titular del Ministerio Público, el fiscal general del Estado, que según el artículo 103 de la Constitución Política, es designado por el gobernador y debe ser ratificado por el Congreso. Según el artículo 28 de la Ley Orgánica de Administración Pública del Estado de Durango, las dependencias a las que se refiere son las siguientes:
| Secretaría General de Gobierno                          | Secretaría de Contraloría                         |
| Secretaría de Finanzas y de Administración              | Secretaría de Recursos Naturales y Medio Ambiente |
| Secretaría de Comunicaciones y Obras Públicas           | Secretaría de Seguridad Pública                   |
| Secretaría de Desarrollo Económico                      | Secretaría de Bienestar Social                    |
| Secretaría de Agricultura, Ganadería y Desarrollo Rural | Secretaría de Turismo                             |
| Secretaría de Salud                                     | Secretaría del Trabajo y Previsión Social         |
| Secretaría de Educación                                 | Fiscalía General del Estado                       |